# Досітей II (архієпископ Охридський і Македонський)
Архієпископ Охридський і Македонський Досітей II (7 грудня 1906, Маврово, Гостиварско — 20 травня 1981, Скоп'є) — перший архієпископ Охрида і Македонії відновленої Македонської православної церкви і, згідно з МПЦ, наступник Арсенія II.
Все своє життя він присвятив служінню церкві. Він пильно стежив за вирішенням македонського церковного питання і докладав усіх зусиль для його вирішення шляхом оновлення Охридської архієпископії та створення Македонської православної церкви. На Другому церковно-народному соборі, що відбувся з 4 по 6 жовтня 1958 р., Його було обрано главою МПЦ в оновленому Охридському архієпископстві. Під його керівництвом були скликані Третій Македонський церковно-народний собор, що відбувся 18 липня 1967 р., на яких МПЦ була оголошена автокефальною.

## Ранні роки
Досітей народився 7 грудня 1906 року в селі Маврово. Його ім'я хрещення — Димитр Стойкович, і він народився четвертим із восьми дітей Лазаря та Софії. Він виріс під горою Бістра. Боговлів'я він почав вивчати у Сремських Карловцях у 1922 році, а монахом він став у 1924 році, у віці 17 років, у храмі «Св. Богородиці Пречистої» у Кічевську. Його духовним батьком був абат Григорій. Після деяких підготовчих дій Досітей вирушив на Афон, де роль духовного батька взяв на себе абат Митрофан з Гіллендерського монастиря. Досітей залишився на Афоні до 1932 року, коли через потребу в подальшій освіті він пішов до Бітольської семінарії. Будучи ченцем, Досітей також проживав у монастирях святого Наума в Охриді, "св. Богородиці (Трескавець), Буківський монастир та інших. Тим часом 12 лютого 1934 року єпископом Миколою у церкві "Св. Богородиця "в Бітолі, Досітей був поставлений як диякон, тоді як він отримав еромонастичний акт у Вербну неділю.
Досітей глибоко усвідомлював своє походження. Спроби єпископа Миколи Веліміровика та митрополита Йосифа навернути та перетворити Досітея на носія великосербської пропаганди зазнали невдачі. Він закінчив свою семінарію в Бітолі в 1937 року, і того ж року Сербська православна церква не призначила йому стипендії для вступу на теологічний факультет у Белграді. Однак його прийняв єпископ Ніський Досітей, який найняв його, що дозволило йому навчатися на богословському факультеті в Белграді і закінчити 1942 року.

## Період після війни
Як наслідок змін у Македонії під час Другої світової війни в Сербській православній церкві відбулися сум'яття. СПЦ хотіла реалізувати стару сербську церковну політику і повернути до Македонії старого митрополита Скоп'є Йосифа. Спочатку Досітея вивели з церкви та відправили керувати патріаршим судом у Сремських Карловцях. Він залишався там до 1949 року, коли вперше отримав титул архімандрита, а згодом був обраний єпископом Терміки — вікарієм сербського патріарха Вікентія. Висвячення єпископа-вікарія відбулося 22 липня 1951 року.
Досітей розумів політику СПЦ і відкрито виступав проти таких намірів. На той час він інтенсивно спілкувався з Ініціативною радою щодо організації та формування Македонської православної церкви. Більшість членів Правління були македонськими священиками, які після війни залишались з людьми та ділили з ними свою долю. За ініціативою Правління в грудні 1951 року Досітей з благословення сербського патріарха Вікентія відвідав своє рідне місто. Це була важлива дата для македонян, адже після звільнення в 1945 р. країну вперше відвідав македонський єпископ. Візит Досітея до Македонії викликав негативні реакції крайнього духовенства Сербської православної церкви, і після повернення до Белграда його привітав ножем колишній скопський митрополит Йосиф.

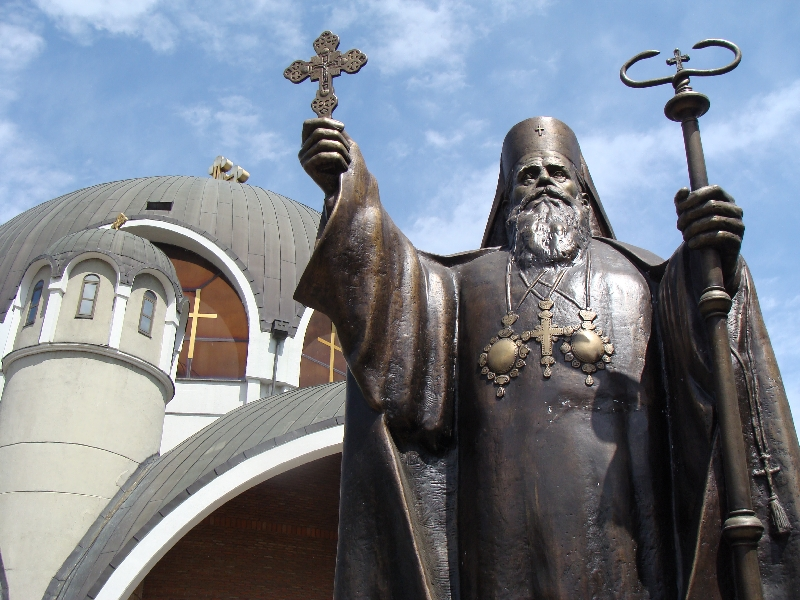
Пам'ятник перед собором у Скоп'є

Після візиту Досітея Ініціативна рада активізували свої контакти та домовились про кожен крок, пов'язаний з незалежністю церкви та відновленням Охридського архієпископства. Під час переговорів, розпочатих між Ініціативною радою та Сербським патріархатом, переговори йшли головним чином про обрання єпархіальних ієрархів для вакантних єпископств Македонії. Поки Сербська православна церква наполягала на поверненні своїх старих єпископів, перш за все, митрополита Йована (колишнього лідера четників і відомого своєю асиміляційною політикою), до цього часу Ініціативна рада рішуче виступала за прихід македонських єпископів на вакансії.
У 1957 р. за координацією з Досітеєм Ініціативна рада з організації МПЦ домовилася з СПЦ узгодити організацію в македонських єпархіях відповідно до Уставу СПЦ та визнати сербського патріарха Вікентія адміністратором трьох єпархій. Водночас Синод Сербської православної церкви зобов'язав обрати македонських єпископів для всіх трьох єпархій на наступній Асамблеї Священної Архієрейської Асамблеї (у травні 1958 р.). Ініціативна рада вірила, що таким чином нарешті буде реалізована ідея Першого народного зібрання Церкви Македонії з 1945 року та Священицького зібрання македонських священиків з 1946 року.
Після домовленості між Правлінням і Досітеєм у квітні 1958 року, висока церковна делегація СПЦ була представлена в Македонії канонічним візитом, яку представляли патріарх Вікентій, єпископ Іоанн, єпископ Хризостон і вікарій єпископ Досітей. Під час цього візиту було підняте питання македонської церкви. Але несподівано, всупереч заявам патріарха Вікентія під час його візиту до Македонії, у травні 1958 року Священний Архієрейський Синод СПЦ прийняв протилежні рішення.
Після такого різкого повороту в політиці СПЦ Правління вирішило скликати церковно-народні збори, щоб звітувати про свою роботу, а також відновити Охридську архієпископію. До цього були серйозно підготовлені, і в липні 1958 р. була скликана Асамблея. Це було одне із найскладніших питань, яке повинно було відповідати канонічним правилам, а також бажанням людей, які хотіли, щоб майбутній лідер був македонцем. Єдиною підходящою людиною з ідеальним минулим, чернечим досвідом і незліченними спокусами був сам Досітей.
Другий македонський церковно-народний собор відбувся в Охриді 4 жовтня 1958 року. У зборах взяли участь 219 делегатів (священики та миряни). Рішення про відновлення Охридського архієпископства було прийнято на зборах у церкві «Св. Софії».

## Архієпископ Македонської Церкви

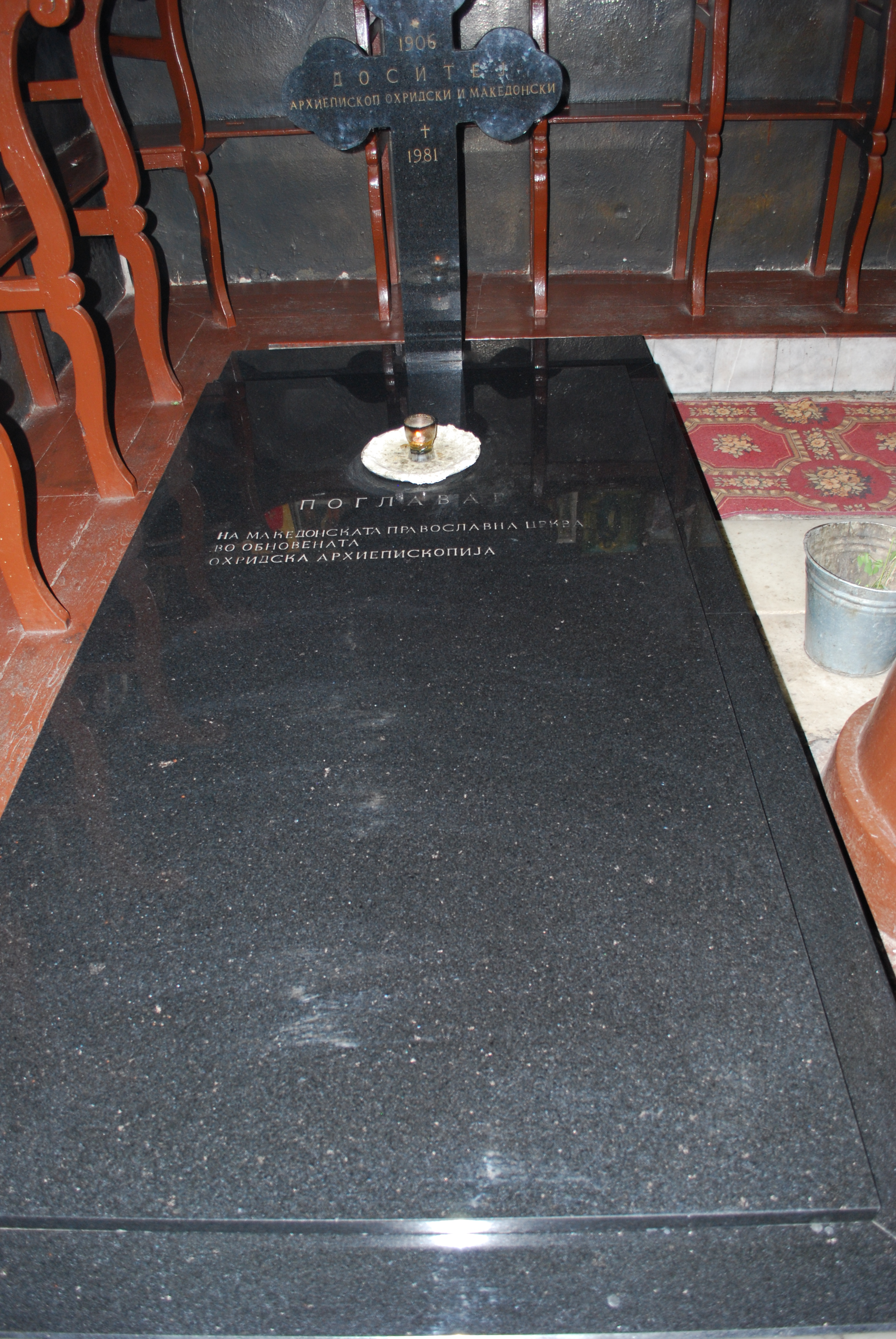
Гроб г.г. Досітея у церкві св. Димитрія у Скоп'є.

Після того, як було прийнято рішення про відновлення Охридського Архиєпископства, і відповідно до рішення про обрання митрополита і єпархіальні архієреїв з числа македонян, Доситей був призначений першим керівником Македонської Православної Церкви і був одноголосно обраний з титулом Охридський архієпископ і перший митрополит Македонії. Під час виборів в Охриді били в усі дзвони. Після появи Досітея у Святій Софії Нестор Поповський офіційно оголосив про рішення про відновлення Охридської архієпископії та рішення про обрання першого глави Македонської православної церкви.
За його часів Церква була фундаментально відновлена з усіма її життєво важливими органами: єпархіями, єпископатом, духовенством, церковними громадами на батьківщині та діаспорою, церквами та монастирями, освітою та навчанням. Богословська семінарія була відкрита 1967 р., а в 1977 р. — теологічний факультет в Скоп'є.

## Твердження
1. ↑  Bibliothèque nationale de France BNF: платформа відкритих даних — 2011.
2. ↑  Ilievski, Done (1995). Arhiepiskop ohridski i makedonski Dositej (македонски) . Matica makedonska.